# Łobkowa Bałka
Łobkowa Bałka (ukr. Лобкова Балка) – wieś na Ukrainie, w obwodzie połtawskim, w rejonie łubieńskim, w hromadzie Chorol. W 2001 liczyła 59 mieszkańców.